# Comuni dell'Algeria
I comuni dell'Algeria rappresentano il terzo livello di suddivisione amministrativa del paese nordafricano.
L'Algeria è suddivisa in 58 province, che a loro volta sono suddivise in 548 distretti (dāʾira, in arabo دائرة‎?), a loro volta suddivise in 1541 comuni (baladiyat).

## Elenco
Lista dei comuni dell'Algeria, in ordine alfabetico:
1. Abadla
2. Abalessa
3. Abdelkader Azil
4. Abdelmalek Ramdane
5. Abi Youcef
6. Abou El Hassan
7. Achaacha
8. Achabou
9. Adekar
10. Adrar
11. Afir
12. Aghbal
13. Aghbalou
14. Aghlal
15. Aghribs
16. Agouni Gueghrane
17. Ahl El Ksar
18. Ahmar El Aïn
19. Ahmed Rachedi
20. Ahnif
21. Aïn Abessa
22. Aïn Abid
23. Aïn Adden
24. Aïn Arnat
25. Aïn Azel
26. Aïn Babouche
27. Aïn Beïda
28. Aïn Beïda
29. Aïn Beida Harriche
30. Aïn Ben Beida
31. Aïn Ben Khelil
32. Aïn Bénian
33. Aïn Bénian
34. Aïn Berda
35. Aïn Bessem
36. Aïn Bouchekif
37. Aïn Boucif
38. Aïn Boudinar
39. Aïn Bouyahia
40. Aïn Bouziane
41. Aïn Charchar
42. Aïn Chouhada
43. Aïn Deheb
44. Aïn Diss
45. Aïn Djasser
46. Aïn Diss
47. Aïn El Arbaa
48. Aïn El Assel
49. Aïn El Berd
50. Aïn El Bia
51. Aïn El Hadid
52. Aïn El Hadjar
53. Aïn El Hadjar
54. Aïn El Hadjel
55. Aïn El Hammam
56. Aïn El Ibel
57. Aïn El Kebira
58. Aïn El Kerma
59. Aïn El Melh
60. Aïn El Orak
61. Aïn El Turc
62. Aïn El Turk
63. Aïn Errich
64. Aïn Fakroun
65. Aïn Fares
66. Aïn Fares
67. Aïn Feka
68. Aïn Fekan
69. Aïn Ferah
70. Aïn Fetah
71. Aïn Fezza
72. Aïn Fras
73. Aïn Ghoraba
74. Aïn Kada
75. Aïn Kebira
76. Aïn Kechra
77. Aïn Kercha
78. Aïn Kerma
79. Aïn Kermes
80. Aïn Khadra
81. Aïn Kihal
82. Aïn Lahdjar
83. Aïn Laloui
84. Aïn Larbi
85. Aïn Lechiakh
86. Aïn Legraj
87. Aïn Maabed
88. Aïn Madhi
89. Aïn Makhlouf
90. Aïn Mellouk
91. Aïn Merane
92. Aïn M'lila
93. Aïn Naga
94. Aïn Nehala
95. Aïn Nouïssy
96. Aïn Ouksir
97. Aïn Oulmene
98. Aïn Oussara
99. Aïn Rahma
100. Aïn Reggada
101. Aïn Romana
102. Aïn Roua
103. Aïn Sandel
104. Aïn Sebt
105. Aïn Séfra
106. Aïn Sekhouna
107. Aïn Sidi Ali
108. Aïn Sidi Cherif
109. Aïn Smara
110. Aïn Soltane
111. Aïn Soltane (Saida)
112. Aïn Soltane (Souk Ahras)
113. Aïn Taghrout
114. Aïn Tagourait
115. Aïn Tallout
116. Aïn Tarek
117. Aïn Taya
118. Aïn Tedles
119. ʿAyn Temūshent
120. Aïn Tesra
121. Aïn Thrid
122. Aïn Tindamine
123. Aïn Tine
124. Aïn Tolba
125. Aïn Torki
126. Aïn Touila
127. Aïn Touta
128. Aïn Yagout
129. Aïn Youcef
130. Ain Zaatout
131. Aïn Zana
132. Aïn Zaouia
133. Aïn Zarit
134. Aïn Zerga
135. Aïn Zitoun
136. Aïn Zouit
137. Aissaouia
138. Aït Aïssa Mimoun
139. Aït Aouggacha
140. Aït Bouaddou
141. Aït Boumahdi
142. Aït Chafâa
143. Aït Khellili
144. Ait Laaziz
145. Aït Mahmoud
146. Aït Naoual Mezada
147. Aït Oumalou
148. Aït R'zine
149. Aït Tizi
150. Aït Toudert
151. Aït Yahia
152. Aït Yahia Moussa
153. Aït-Smail
154. Akabli
155. Akbil
156. Akbou
157. Akerrou
158. Akfadou
159. Alaïmia
160. Alger-Centre
161. Al-Mani'a
162. Amalou
163. Amarnas
164. Amieur
165. Amira Arrès
166. Amizour
167. Ammal
168. Ammari
169. Ammi Moussa
170. Amoucha
171. Amourah
172. Annaba
173. Aokas
174. Aomar
175. Aoubellil
176. Aouf
177. Aougrout
178. Aoulef
179. Arbaouat
180. Arib
181. Arris
182. Arzew
183. Asfour
184. Asla
185. Assi Youcef
186. Ath Mansour
187. Ath Zikki
188. Attatba
189. 'Ayn Defla
190. ʿAyn Temūshent
191. Azaïls
192. Azazga
193. Azeffoun
194. Aziz
195. Azzaba
196. Baata
197. Bab El Assa
198. Bab El Oued
199. Bab Ezzouar
200. Baba Hassen
201. Babar
202. Babor
203. Bachdjerrah
204. Badredine El Mokrani
205. Baghaï
206. Baghlia
207. Bahmer
208. Baraki
209. Barbacha
210. Barbouche
211. Barika
212. Bathia
213. Batna
214. Bayadha
215. Bazer Sakhra
216. Bechloul
217. Bedjene
218. Behir Chergui
219. Beidha
220. Beidha Bordj
221. Béjaïa
222. Bekkaria
223. Bekkouche Lakhdar
224. Belaa
225. Belaiba
226. Belarbi
227. Belassel Bouzegza
228. Belimour
229. Belkheir
230. Bellas
231. Belouizdad
232. Ben Aknoun
233. Ben Allal
234. Ben Azzouz
235. Ben Badis
236. Ben Choud
237. Ben Daoud
238. Ben Djerrah
239. Ben Foudhala El Hakania
240. Ben Freha
241. Ben Mehidi
242. Ben Srour
243. Benaceur
244. Benachiba Chelia
245. Bénairia
246. Benchicao
247. Bendaoud
248. Benhar
249. Béni Abbès
250. Beni Aïssi
251. Beni Amrane
252. Beni Aziz
253. Beni Bahdel
254. Beni Bechir
255. Beni Bouateb
256. Beni Boussaid
257. Beni Chaib
258. Beni Chebana
259. Beni Dergoun
260. Beni Djellil
261. Beni Douala
262. Beni Fouda
263. Beni Guecha
264. Beni Hamiden
265. Beni Haoua
266. Beni Hocine
267. Beni Ikhlef
268. Beni Ilmane
269. Beni Khellad
270. Beni Ksila
271. Beni Lahcene
272. Beni Maouche
273. Beni Mellikeche
274. Beni Mered
275. Beni Messous
276. Beni Mester
277. Beni Mezline
278. Beni Milleuk
279. Beni Mouhli
280. Beni Ouarsous
281. Beni Oulbane
282. Beni Ounif
283. Beni Ourtilane
284. Beni Rached
285. Béni Saf
286. Beni Semiel
287. Beni Slimane
288. Beni Snous
289. Beni Tamou
290. Beni Yenni
291. Beni Zentis
292. Beni Zid
293. Beni Zmenzer
294. Beniane
295. Benkhelil
296. Bennasser Benchohra
297. Bensekrane
298. Benyahia Abderrahmane
299. Benzouh
300. Berhoum
301. Berrahal
302. Berriane
303. Berriche
304. Berrihane
305. Berrouaghia
306. Besbes
307. Besbes
308. Bethioua
309. Bin El Ouiden
310. Bir Ben Laabed
311. Bir Bou Haouch
312. Bir Chouhada
313. Bir Dheb
314. Bir El Arch
315. Bir El Djir
316. Bir El Hammam
317. Bir el-Ater
318. Bir Foda
319. Bir Ghbalou
320. Bir Haddada
321. Bir Kasd Ali
322. Bir Mokkadem
323. Bir Ould Khelifa
324. Birine
325. Birkhadem
326. Birmendreïs
327. Birtouta
328. Bitam
329. Blida
330. Blidet Amor
331. Boghar
332. Boghni
333. Bologhine
334. Bordj Badji Mokhtar
335. Bordj Ben Azzouz
336. Bordj Bou Arreridj
337. Bordj Bou Naama
338. Bordj El Bahri
339. Bordj El Emir Abdelkader
340. Bordj El Haouas
341. Bordj El Kiffan
342. Bordj Emir Khaled
343. Bordj Ghedir
344. Bordj Menaïel
345. Bordj Okhriss
346. Bordj Omar Driss
347. Bordj Sabat
348. Bordj Tahar
349. Bordj Zemoura
350. Bou Aiche
351. Bou Hanifia
352. Bou Henni
353. Bou Ismaïl
354. Bou Saada
355. Bou Zedjar
356. Bouaichoune
357. Boualem
358. Bouandas
359. Bouarfa
360. Bouati Mahmoud
361. Boucaid
362. Bouchagroune
363. Bouchared
364. Bouchegouf
365. Bouchrahil
366. Bouchtata
367. Boucif Ouled Askeur
368. Bouda
369. Bouderbala
370. Boudjebaa El Bordj
371. Boudjellil
372. Boudjima
373. Boudouaou
374. Boudouaou El Bahri
375. Boudriaa Ben Yadjis
376. Boufarik
377. Boufatis
378. Bougaa
379. Bougara
380. Boughezoul
381. Bougous
382. Bougtoub
383. Bouguirat
384. Bouhachana
385. Bouhadjar
386. Bouhamdane
387. Bouhamza
388. Bouharoun
389. Bouhatem
390. Bouhlou
391. Bouhmama
392. Bouïnian
393. Bouira
394. Boukadir
395. Boukaïs
396. Boukhadra
397. Boukhanafis
398. Boukhelifa
399. Boukram
400. Boulhaf Dir
401. Boulhilat
402. Boumagueur
403. Boumahra Ahmed
404. Boumedfaâ
405. Boumerdès
406. Boumia
407. Bounouh
408. Bounoura
409. Bouraoui Belhadef
410. Bourkika
411. Bourouba
412. Bousfer
413. Bouskene
414. Bousselam
415. Boussemghoun
416. Boutaleb
417. Bouti Sayah
418. Boutlelis
419. Bouzaréah
420. Bouzeghaia
421. Bouzegza Keddara
422. Bouzguen
423. Bouzina
424. Branis
425. Breira
426. Brezina
427. Brida
428. Buqara
429. Būthalja
430. Casbah
431. Chaabet El Ham
432. Chabet El Ameur
433. Chahbounia
434. Chahna
435. Chaiba
436. Charef
437. Charouine
438. Chebaita Mokhtar
439. Chebli
440. Chechar
441. Chefia
442. Cheguig
443. Chehaima
444. Chekfa
445. Chelghoum Laïd
446. Chélia
447. Chellal
448. Chellala
449. Chellalet El Adhaoura
450. Chellata
451. Chemini
452. Chemora
453. Cheniguel
454. Chentouf
455. Chéraga
456. Cheraia
457. Cherchell
458. Cheria
459. Chetaïbi
460. Chetma
461. Chetouane
462. Chettia
463. Chettouane Belaila
464. Cheurfa
465. Chiffa
466. Chigara
467. Chihani
468. Chir
469. Chlef
470. Chorfa
471. Chorfa
472. Chréa
473. Colla
474. Collo
475. Corso
476. Costantina
477. Dahmouni
478. Dahouara
479. Dahra
480. Damous
481. Dar Ben Abdellah
482. Dar Chioukh
483. Dar El Beïda
484. Dar Yaghmouracene
485. Darguina
486. Debdeb
487. Debila
488. Dechmia
489. Dehahna
490. Dehamcha
491. Deldoul
492. Deldoul
493. Dellys
494. Dely Ibrahim
495. Derradji Bousselah
496. Derrag
497. Deux Bassins
498. Dhalaa
499. Dhaya
500. Dhayet Bendhahoua
501. Didouche Mourad
502. Dirrah
503. Djaâfra
504. Djamaa
505. Djanet
506. Djasr Kasentina
507. Djebabra
508. Djebahia
509. Djebala
510. Djeballah Khemissi
511. Djebel Messaad
512. Djebilet Rosfa
513. Djelfa
514. Djelida
515. Djellal
516. Djemaa Beni Habibi
517. Djemaa Ouled Cheikh
518. Djemorah
519. Djendel
520. Djendel Saadi Mohamed
521. Djéniane Bourzeg
522. Djerma
523. Djezzar
524. Djidioua
525. Djillali Ben Amar
526. Djimla
527. Djinet
528. Djouab
529. Douaouda
530. Douar El Ma
531. Doucen
532. Douera
533. Doui Thabet
534. Douis
535. Draâ Ben Khedda
536. Draâ El Mizan
537. Draâ El-Kaïd
538. Draa Essamar
539. Draa Kebila
540. Draria
541. Drea
542. Ech Chaïba
543. Echatt
544. El Abadia
545. El Abiodh Sidi Cheikh
546. El Ach
547. El Achir
548. El Achour
549. El Adjiba
550. El Affroun
551. El Aioun
552. El Allia
553. El Amiria
554. El Amra
555. El Amria
556. El Ancer
557. El Ançor
558. El Anseur
559. El Aouana
560. El Aouinet
561. El Aricha
562. El Asnam
563. El Assafia
564. El Attaf
565. El Atteuf
566. El Azizia
567. El Bayadh
568. El Belala
569. El Biodh
570. El Bnoud
571. El Bordj
572. El Borma
573. El Bouihi
574. El Bouni
575. El Braya
576. El Djazia
577. El Emir Abdelkader
578. El Eulma
579. El Fedjoudj
580. El Fedjouz Boughrara Saoudi
581. El Fehoul
582. El Feidh
583. El Gaada
584. El Ghedir
585. El Ghicha
586. El Ghomri
587. El Ghrous
588. El Gor
589. El Guedid
590. El Guelb El Kebir
591. El Guerrara
592. El Guettana
593. El Guettar
594. El Haçaiba
595. El Hachimia
596. El Hadaiek
597. El Hadjadj
598. El Hadjar
599. El Hadjeb
600. El Hadjira
601. El Hakimia
602. El Hamadia
603. El Hamadna
604. El Hamdania
605. El Hamel
606. El Hammamet
607. El Hassania
608. El Haouch
609. El Harmilia
610. El Harrach
611. El Harrouch
612. El Hassaine
613. El Hassasna
614. El Hassi
615. El Hassi
616. El Houaita
617. El Houamed
618. El Houidjbet
619. El Idrissia
620. El Kala
621. El Kantara
622. El Karimia
623. El Kennar Nouchfi
624. El Kerma
625. El Keurt
626. El Khabouzia
627. El Kharrouba
628. El Kheiter
629. El Khemis
630. El Khroub
631. El Kouif
632. El Kseur
633. El Ma Labiodh
634. El Madania
635. El Madher
636. El Magharia
637. El Mahmal
638. El Main
639. El Maine
640. El Malah
641. El Marsa
642. El Marsa
643. El Marsa
644. El Matmar
645. El Mechira
646. El Mehara
647. El Menaouer
648. El Meridj
649. El Messaid
650. El Mezeraa
651. El M'Ghair
652. El M'hir
653. El Milia
654. El Mizaraa
655. El Mokrani
656. El Mouradia
657. El Ogla
658. El Ogla
659. El Omaria
660. El Ouata
661. El Oued
662. El Oueldja
663. El Ouinet
664. El Ouldja
665. El Ouldja
666. El Ouricia
667. El Outaya
668. El Tarf
669. Elayadi Barbes
670. El-Biar
671. Emdjez Edchich
672. Emir Abdelkader
673. Ensigha
674. Eraguene
675. Erg Ferradj
676. Es Sebt
677. Es Senia
678. Eulma
679. Faidh El Botma
680. Faidja
681. Fellaoucene
682. Fenaïa Ilmaten
683. Fenoughil
684. Feraoun
685. Ferdjioua
686. Ferkane
687. Ferraguig
688. Fesdis
689. Filfila
690. Fkirina
691. Foggaret Ezzaouia
692. Fornaka
693. Foughala
694. Fouka
695. Foum Toub
696. Freha
697. Frenda
698. Frikat
699. Froha
700. Gdyel
701. Gharrous
702. Ghassira
703. Ghassoul
704. Ghazaouet
705. Ghebala
706. Ghilassa
707. Ghriss
708. Gosbat
709. Gouraya
710. Guelaat Bou Sbaa
711. Guellal
712. Guelta Zerka
713. Gueltat Sidi Saad
714. Guemar
715. Guenzet
716. Guerdjoum
717. Guernini
718. Guerouaou
719. Guerrouma
720. Guertoufa
721. Guettara
722. Guidjel
723. Guigba
724. Guorriguer
725. Hachem
726. Hacine
727. Had Echkalla
728. Hadj Mechri
729. Hadjera Zerga
730. Hadjeret Ennous
731. Hadjout
732. Had-Sahary
733. Haizer
734. Hamadi Krouma
735. Hamadia
736. Hamala
737. Hamma
738. Hamma Bouziane
739. Hammaguir
740. Hammam Beni Salah
741. Hammam Bou Hadjar
742. Hammam Boughrara
743. Hammam Debagh
744. Hammam Dhalaa
745. Hammam Guergour
746. Hammam Melouane
747. Hammam N'Bail
748. Hammam Righa
749. Hammam Soukhna
750. Hammamet
751. Hamraïa
752. Hamri
753. Hanancha
754. Hanchir Toumghani
755. Hannacha
756. Haraza
757. Harbil
758. Harchoun
759. Harenfa
760. Hasnaoua
761. Hassani Abdelkrim
762. Hassasna
763. Hassi Bahbah
764. Hassi Ben Abdellah
765. Hassi Ben Okba
766. Hassi Bounif
767. Hassi Dahou
768. Hassi Delaa
769. Hassi El Euch
770. Hassi El Ghella
771. Hassi Fedoul
772. Hassi Fehal
773. Hassi Gara
774. Hassi Khalifa
775. Hassi Mameche
776. Hassi Mefsoukh
777. Hassi Messaoud
778. Hassi R'Mel
779. Hassi Zahana
780. Heddada
781. Héliopolis
782. Hennaya
783. Hidoussa
784. Hoceinia
785. Honaïne
786. Houari Boumédiène
787. Hounet
788. H'raoua
789. Hussein Dey
790. Hydra
791. Ibn Ziad
792. Ichmoul
793. Idjeur
794. Idles
795. Iferhounène
796. Ifigha
797. Iflissen
798. Ighil Ali
799. Ighram
800. Igli
801. Illilten
802. Illizi
803. Illoula Oumalou
804. Imsouhel
805. In Aménas
806. In Amguel
807. In Ghar
808. In Guezzam
809. In Salah
810. In Zghmir
811. Inoughissen
812. Irdjen
813. Jijel
814. Kadiria
815. Kais
816. Kalaa
817. Kanoua
818. Kasdir
819. Kef El Ahmar
820. Kef Lakhdar
821. Kénadsa
822. Kendira
823. Kerkera
824. Kerzaz
825. Khadra
826. Khalouia
827. Khams Djouamaa
828. Khedara
829. Kheireddine
830. Kheïri Oued Adjoul
831. Khelil
832. Khemis El Khechna
833. Khemis Miliana
834. Khemissa
835. Khemisti
836. Khemisti
837. Khenchela
838. Kheneg
839. Kheneg Mayoum
840. Khenguet Sidi Nadji
841. Kherrata
842. Khezara
843. Khirane
844. Khoubana
845. Khraicia
846. Kimmel
847. Koléa
848. Kouba
849. Kouinine
850. Kraakda
851. Ksabi
852. Ksar Bellezma
853. Ksar Chellala
854. Ksar El Abtal
855. Ksar el Boukhari
856. Ksar El Hirane
857. Ksar Kaddour
858. Ksar Sbahi
859. Ksour
860. Labiod Medjadja
861. Lac des Oiseaux
862. Laghouat
863. Lahlef
864. Lahmar
865. Lakhdaria
866. Lamtar
867. Larbaâ
868. Larbaâ
869. Larbaâ
870. Larbaâ Nath Irathen
871. Larbatache
872. Lardjem
873. Larhat
874. Layoune
875. Lazharia
876. Lazrou
877. Leflaye
878. Leghata
879. Lemsane
880. Les Eucalyptus
881. Lichana
882. Lioua
883. Maacem
884. Maadid
885. Maafa
886. Maala
887. Maamora
888. Maaouia
889. Maâtkas
890. Madaura
891. Madna
892. Maghnia
893. Maghraoua
894. Magra
895. Magrane
896. Mahdia
897. Mahelma
898. Makdha
899. Makedra
900. Makouda
901. Mamounia
902. Mansoura
903. Mansoura
904. Mansoura
905. Mansoura
906. Maoklane
907. Maoussa
908. Marhoum
909. Marsa Ben M'Hidi
910. Marsat El Hadjadj
911. Mascara
912. Matemore
913. Mazagran
914. Mazouna
915. M'Chedallah
916. M'Chouneche
917. M'Cid
918. M'Cif
919. M'cisna
920. M'doukel
921. Mécheria
922. Mechraa Houari Boumedienne
923. Mechraa Safa
924. Mechroha
925. Mechtras
926. Médéa
927. Mediouna
928. Medjana
929. Medjedel
930. Medjez Amar
931. Medjez Sfa
932. Medrissa
933. Medroussa
934. Meftah
935. Meftaha
936. Megarine
937. Meghila
938. Mekhadma
939. Mekhatria
940. Mekla
941. Mekmen Ben Amar
942. Melaab
943. Melbou
944. Mellakou
945. Menaâ
946. Menaceur
947. Mendes
948. Merad
949. Merahna
950. Merdja Sidi Abed
951. Meridja
952. Merine
953. Merouana
954. Mers-el-Kébir
955. Meskyana
956. Mesra
957. Messaâd
958. Messelmoun
959. Metarfa
960. Metlili
961. Mezaourou
962. Mezdour
963. Mezerana
964. Mezloug
965. Mih Ouansa
966. Mihoub
967. Mila
968. Miliana
969. Minar Zarza
970. Misserghin
971. Mizrana
972. M'Kira
973. M'Lili
974. M'Liliha
975. M'Naguer
976. Mocta Douz
977. Moghrar
978. Mohammadia
979. Mohammadia
980. Morsott
981. Mostefa Ben Brahim
982. Moudjbar
983. Mougheul
984. Moulay Larbi
985. Moulay Slissen
986. Moussadek
987. Mouzaia
988. M'Rara
989. M'Sara
990. MSirda Fouaga
991. M'Tarfa
992. M'Toussa
993. Naâma
994. Naciria
995. Nador
996. Nadorah
997. Naima
998. Nakhla
999. Nechmaya
1000. Nedroma
1001. Negrine
1002. Nekmaria
1003. Nesmoth
1004. Nezla
1005. N'Gaous
1006. N'Goussa
1007. Oggaz
1008. Ogla Melha
1009. Ouacif
1010. Ouadhia
1011. Ouaguenoun
1012. Ouamri
1013. Ouanougha
1014. Ouargla
1015. Ouarizane
1016. Oudjana
1017. Oued Athmania
1018. Oued Berkeche
1019. Oued Chaaba
1020. Oued Cheham
1021. Oued Chorfa
1022. Oued Djemaa
1023. Oued Djer
1024. Oued El Abtal
1025. Oued El Alenda
1026. Oued El Alleug
1027. Oued El Aneb
1028. Oued El Barad
1029. Oued El Berdi
1030. Oued El Djemaa
1031. Oued El Kheir
1032. Oued El Ma
1033. Oued Endja
1034. Oued Essalem
1035. Oued Fodda
1036. Oued Fragha
1037. Oued Ghir
1038. Oued Goussine
1039. Oued Harbil
1040. Oued Keberit
1041. Oued Koriche
1042. Oued Lakhdar
1043. Oued Lilli
1044. Oued Morra
1045. Oued M'Zi
1046. Oued Nini
1047. Oued Rhiou
1048. Oued Sabah
1049. Oued Sebaa
1050. Oued Sefioun
1051. Oued Seguen
1052. Oued Sly
1053. Oued Smar
1054. Oued Taga
1055. Oued Taourira
1056. Oued Taria
1057. Oued Tlelat
1058. Oued Zehour
1059. Oued Zenati
1060. Oued Zitoun
1061. Ouenza
1062. Ouillen
1063. Ouldja Boulballout
1064. Ouled Abbes
1065. Ouled Addi Guebala
1066. Ouled Addouane
1067. Ouled Ahmed Tammi
1068. Ouled Aiche
1069. Ouled Aïssa
1070. Ouled Aïssa
1071. Ouled Ammar
1072. Ouled Antar
1073. Ouled Aouf
1074. Ouled Atia
1075. Ouled Attia
1076. Ouled Ben Abdelkader
1077. Ouled Bessem
1078. Ouled Bouachra
1079. Ouled Boudjemaa
1080. Ouled Boughalem
1081. Ouled Brahem
1082. Ouled Brahim
1083. Ouled Brahim
1084. Ouled Chebel
1085. Ouled Dahmane
1086. Ouled Deide
1087. Ouled Derradj
1088. Ouled Djellal
1089. Ouled Driss
1090. Ouled Fadel
1091. Ouled Fares
1092. Ouled Fayet
1093. Ouled Gacem
1094. Ouled Hamla
1095. Ouled Hbaba
1096. Ouled Hedadj
1097. Ouled Hellal
1098. Ouled Khaled
1099. Ouled Khalouf
1100. Ouled Khoudir
1101. Ouled Kihal
1102. Ouled Maallah
1103. Ouled Maaref
1104. Ouled Madhi
1105. Ouled Mansour
1106. Ouled Mimoun
1107. Ouled Moumen
1108. Ouled Moussa
1109. Ouled Rabah
1110. Ouled Rached
1111. Ouled Rahmoune
1112. Ouled Rechache
1113. Ouled Riyah
1114. Ouled Sabor
1115. Ouled Said
1116. Ouled Sellam
1117. Ouled Si Ahmed
1118. Ouled Si Slimane
1119. Ouled Sidi Brahim
1120. Ouled Sidi Brahim
1121. Ouled Sidi Mihoub
1122. Ouled Slama
1123. Ouled Slimane
1124. Ouled Tebben
1125. Ouled Yahia Khedrouche
1126. Ouled Yaïch
1127. Ouled Zouaï
1128. Oulhaça El Gheraba
1129. Oultem
1130. Oum Ali
1131. Oum Drou
1132. Oum El Adhaim
1133. Oum el Assel
1134. Oum El Djalil
1135. Oum el-Bouaghi
1136. Oum Toub
1137. Oum Touyour
1138. Oumache
1139. Ourlal
1140. Ourmas
1141. Ouyoun El Assafir
1142. Ouzellaguen
1143. Ouzera
1144. Rabta
1145. Ragouba
1146. Rahbat
1147. Rahia
1148. Rahmania
1149. Rahouia
1150. Raïs Hamidou
1151. Ramdane Djamel
1152. Ramka
1153. Raml Souk
1154. Raouraoua
1155. Ras El Agba
1156. Ras El Aïn Amirouche
1157. Ras El Aioun
1158. Ras El Ma
1159. Ras El Miaad
1160. Ras El Oued
1161. Rasfa
1162. Rebaia
1163. Rechaiga
1164. Redjem Demouche
1165. Reggane
1166. Reghaïa
1167. Reguiba
1168. Relizane
1169. Remchi
1170. Remila
1171. Ridane
1172. Robbah
1173. Rogassa
1174. Roknia
1175. Rouached
1176. Rouïba
1177. Rouina
1178. Rouissat
1179. Sabra
1180. Safel El Ouiden
1181. Safsaf
1182. Safsaf El Ouesra
1183. Saharidj
1184. Salah Bey
1185. Salah Bouchaour
1186. Sali
1187. Saneg
1188. Saoula
1189. Sayada
1190. Sebaa
1191. Sebaa Chioukh
1192. Sebaïne
1193. Sebdou
1194. Sebgag
1195. Sebseb
1196. Sebt
1197. Sed Rahal
1198. Seddouk
1199. Sedjerara
1200. Sedraia
1201. Sedrata
1202. Sefiane
1203. Seggana
1204. Seghouane
1205. Sehailia
1206. Sehala Thaoura
1207. Sellaoua Announa
1208. Selma Benziada
1209. Selmana
1210. Semaoun
1211. Sendjas
1212. Seraïdi
1213. Serdj El Ghoul
1214. Serghine
1215. Seriana
1216. Settara
1217. Sfisef
1218. Sfissifa
1219. Si Abdelghani
1220. Si Mahdjoub
1221. Si Mustapha
1222. Sidi Abdelaziz
1223. Sidi Abdeldjebar
1224. Sidi Abdelli
1225. Sidi Abdelmoumen
1226. Sidi Abderrahmane
1227. Sidi Abderrahmane
1228. Sidi Abed
1229. Sidi Ahmed
1230. Sidi Aïch
1231. Sidi Aïssa
1232. Sidi Akkacha
1233. Sidi Ali
1234. Sidi Ali Benyoub
1235. Sidi Ali Boussidi
1236. Sidi Ali Mellal
1237. Sidi Amar
1238. Sidi Amar
1239. Sidi Amar
1240. Sidi Ameur
1241. Sidi Ameur
1242. Sidi Amrane
1243. Sidi Aoun
1244. Sidi Ayad
1245. Sidi Baizid
1246. Sidi Bakhti
1247. Sidi Belattar
1248. Sidi Ben Adda
1249. Sidi Benyebka
1250. Sidi Boubekeur
1251. Sidi Boumedienne
1252. Sidi Boussaid
1253. Sidi Boutouchent
1254. Sidi Bouzid
1255. Sidi Brahim
1256. Sidi Chaib
1257. Sidi Chami
1258. Sidi Daho des Zairs
1259. Sidi Damed
1260. Sidi Daoud
1261. Sidi Djillali
1262. Sidi Embarek
1263. Sidi Errabia
1264. Sidi Ghiles
1265. Sidi Hadjeres
1266. Sidi Hamadouche
1267. Sidi Hosni
1268. Sidi Kada
1269. Sidi Khaled
1270. Sidi Khaled
1271. Sidi Khelifa
1272. Sidi Khellil
1273. Sidi Khettab
1274. Sidi Khouiled
1275. Sidi Ladjel
1276. Sidi Lahcene
1277. Sidi Lakhdar
1278. Sidi Lantri
1279. Sidi Lazreg
1280. Sidi Maarouf
1281. Sidi Makhlouf
1282. Sidi Medjahed
1283. Sidi Mérouane
1284. Sidi Mezghiche
1285. Sidi M'Hamed
1286. Sidi M'Hamed
1287. Sidi M'Hamed Ben Ali
1288. Sidi M'Hamed Benaouda
1289. Sidi Moussa
1290. Sidi Naâmane
1291. Sidi Naâmane
1292. Sidi Okba
1293. Sidi Ouriache
1294. Sidi Rached
1295. Sidi Saada
1296. Sidi Safi
1297. Sidi Semiane
1298. Sidi Slimane
1299. Sidi Slimane
1300. Sidi Tifour
1301. Sidi Yacoub
1302. Sidi Zahar
1303. Sidi Ziane
1304. Sig
1305. Sigus
1306. Slim
1307. Sobha
1308. Souaflia
1309. Souagui
1310. Souahlia
1311. Souamaa
1312. Souamaâ
1313. Souani
1314. Souarekh
1315. Sougueur
1316. Souhane
1317. Souidania
1318. Souk El Had
1319. Souk El Had
1320. Souk El Khemis
1321. Souk El Thenine
1322. Souk Naamane
1323. Souk Tlata
1324. Souk-Oufella
1325. Soumaa
1326. Sour
1327. Sour El Ghozlane
1328. Stah Guentis
1329. Staoueli
1330. Stidia
1331. Still
1332. Stitten
1333. Tabelbala
1334. Tabia
1335. Tablat
1336. Tacheta Zougagha
1337. Tachouda
1338. Tadjemout
1339. Tadjena
1340. Tadjenanet
1341. Tadjrouna
1342. Tadmaït
1343. Tadmit
1344. Tafissour
1345. Tafraoui
1346. Tafraout
1347. Tagdemt
1348. Taghit
1349. Taghzout
1350. Taghzout
1351. Taglait
1352. Taguedit
1353. Taher
1354. Taibet
1355. Takhemaret
1356. Tala Hamza
1357. Talaifacene
1358. Talassa
1359. Taleb Larbi
1360. Talkhamt
1361. Talmine
1362. Tamacine
1363. Tamalaht
1364. Tamalous
1365. Tamanrasset
1366. Tamantit
1367. Tamekten
1368. Tamesguida
1369. Tamest
1370. Tamlouka
1371. Tamokra
1372. Tamridjet
1373. Tamsa
1374. Tamtert
1375. Tamza
1376. Tamzoura
1377. Taoudmout
1378. Taougrit
1379. Taouila
1380. Taoura
1381. Taourga
1382. Taourirt Ighil
1383. Taouzient
1384. Tárique ibne Ziade
1385. Tarmount
1386. Taskriout
1387. Tassadane Haddada
1388. Tassameurt
1389. Taxlent
1390. Taya
1391. Tazgait
1392. Tazmalt
1393. Tazoult
1394. Tazrouk
1395. Tebesbest
1396. Tébessa
1397. Teghalimet
1398. Telagh
1399. Teleghma
1400. Tella
1401. Tendla
1402. Ténès
1403. Teniet En-Nasr
1404. Tenira
1405. Terga
1406. Terny Beni Hdiel
1407. Terraguelt
1408. Terrai Bainen
1409. Tessala El Merdja
1410. Tessala Lemtaï
1411. Thénia
1412. Théniet El Abed
1413. Theniet El Had
1414. Tiaret
1415. Tibane
1416. Tiberguent
1417. Tiberkanine
1418. Tichy
1419. Tidda
1420. Tidjelabine
1421. Tienet
1422. Tiffech
1423. Tifra
1424. Tighanimine
1425. Tighennif
1426. Tigherghar
1427. Tigzirt
1428. Tilatou
1429. Tilmouni
1430. Timezrit
1431. Timezrit
1432. Timiaouine
1433. Timimoun
1434. Timizart
1435. Timoudi
1436. Tinabdher
1437. Tindouf
1438. Tinerkouk
1439. Tinzaouten
1440. Tiout
1441. Tipasa
1442. Tircine
1443. Tirmitine
1444. Tissemsilt
1445. Tit
1446. Tixter
1447. Tizi
1448. Tizi Gheniff
1449. Tizi Mahdi
1450. Tizi N'Bechar
1451. Tizi N'Berber
1452. Tizi N'Tleta
1453. Tizi Rached
1454. T'Kout
1455. Tlatet Eddouar
1456. Tlidjene
1457. Tolga
1458. Touahria
1459. Toudja
1460. Touggourt
1461. Tousmouline
1462. Tousnina
1463. Treat
1464. Trifaoui
1465. T'Sabit
1466. Yabous
1467. Yahia Beni Guecha
1468. Yakouren
1469. Yatafen
1470. Yellel
1471. Youb
1472. Youssoufia
1473. Zaafrane
1474. Zaarouria
1475. Zaccar
1476. Zahana
1477. Zanat El Beida
1478. Zaouia El Abidia
1479. Zaouiet Kounta
1480. Zarzour
1481. Zbarbar
1482. Zeboudja
1483. Zeddine
1484. Zeghaia
1485. Zekri
1486. Zelfana
1487. Zelmata
1488. Zemmora
1489. Zemmouri
1490. Zenata
1491. Zéralda
1492. Zerdaza
1493. Zeribet El Oued
1494. Zerizer
1495. Zerouala
1496. Ziama Mansouriah
1497. Zitouna
1498. Zitouna
1499. Zmalet El Emir Abdelkader
1500. Zorg
1501. Zouabi
1502. Zoubiria